# Тітіріджі рябогорлий
Тітірі́джі рябогорлий (Hemitriccus striaticollis) — вид горобцеподібних птахів родини тиранових (Tyrannidae). Мешкає в Південній Америці.

## Підвиди
Виділяють два підвиди:
- H. s. griseiceps (Todd, 1925) — схід бразильської Амазонії (нижня течія річки Тапажос в штаті Пара);
- H. s. striaticollis (Lafresnaye, 1853) — від східної Колумбії (Мета) і північно-східного Перу до північної Болівії (Бені) та центральної і східної Бразилії.

## Поширення і екологія
Рябогорлі тітіріджі живуть у вологих рівнинних тропічних лісах і чагарникових заростях. Зустрічаються на висоті до 700 м над рівнем моря.